# Rosana Favila
Rosana Favila (Rio de Janeiro, 16 de julho de 1965) é uma ginasta brasileira que competia na seleção de ginástica rítmica, representando o Brasil nos Jogos Olímpicos de Verão de 1984. 

## Biografia

### Primeiros anos
Rosane nasceu bairro da Tijuca, no Rio de Janeiro, capital do estado do Rio de Janeiro, em 1967. Iniciou sua carreira na ginástica rítmica aos seis anos de idade, no Tijuca Tênis Clube.

### Carreira
Representou o Brasil em diversas competições internacionais, como o Mundial de Estrasburgo, na França e apresentou-se no Estádio Central de Lênin, durante uma exibição nos Jogos Olímpicos de Verão, realizados em Moscou, em 1980 - apenas para exibição, sem fins competitivos.
Competiu na ginástica rítmica individual nos Jogos Olímpicos de Verão de 1984, em Los Angeles, nos Estados Unidos. Durante a competição, completou vinte anos de idade, sendo a primeira ginasta a competir pelo Brasil nessa categoria. Ficou em 24º lugar na preliminar (qualificação), e não avançou para a final. Segundo entrevista concedida a Confederação Brasileira de Ginástica (CBG), afirmou que na hora do salto teve uma falta de hora momentânea: “Não lembrava nem meu nome naquele momento. Fui andando bem devagarinho, tentando me acalmar para recobrar a memória”.  Sua carreira encerrou-se no ano de 1989, aos vinte e quatro anos de idade.

Após a participação de Rosane, apenas duas brasileiras disputaram pela categoria individual de ginástica rítmica. A segunda a representar o Brasil, foi Marta Cristina Schonhurst, nos Jogos Olímpicos de Verão de 1992, em Barcelona, na Espanha, quando Marta terminou a competição em 41º lugar. A terceira foi Natália Gaudio, que defendeu o Brasil nos Jogos Olímpicos de Verão de 2016, no Rio de Janeiro, terminando em 23º lugar.